# Ermita de Santa Isabel (Mérida, Yucatán)
La ermita de Santa Isabel en Mérida, Yucatán, México es una capilla ubicada en la calle 66 sur, en el barrio de San Sebastián, en lo que solía ser el inicio del camino real entre Mérida y San Francisco de Campeche.

## Datos históricos
En algún tiempo fue conocida como la ermita de Nuestra señora del buen viaje, por su ubicación a la vera del camino real. Fue nombrada Santa Isabel, en homenaje a la madre de San Juan Bautista. No se conoce con precisión la fecha de su fundación aunque sobre la puerta mayor está grabada la leyenda: "A devoción del yll.mo (verbvmcar ofactvm est)" texada año de 1748". 
Sin embargo se sabe que fue construida por Gaspar González de Ledezma (siglo XVII) con la manifestación de que la construcción de un templo, era más válida que la piedad y la devoción por algún santo, para ganarse la entrada al cielo.